# Eupithecia uvaria
Eupithecia uvaria là một loài bướm đêm trong họ Geometridae.